# Stiftskirche Bassum

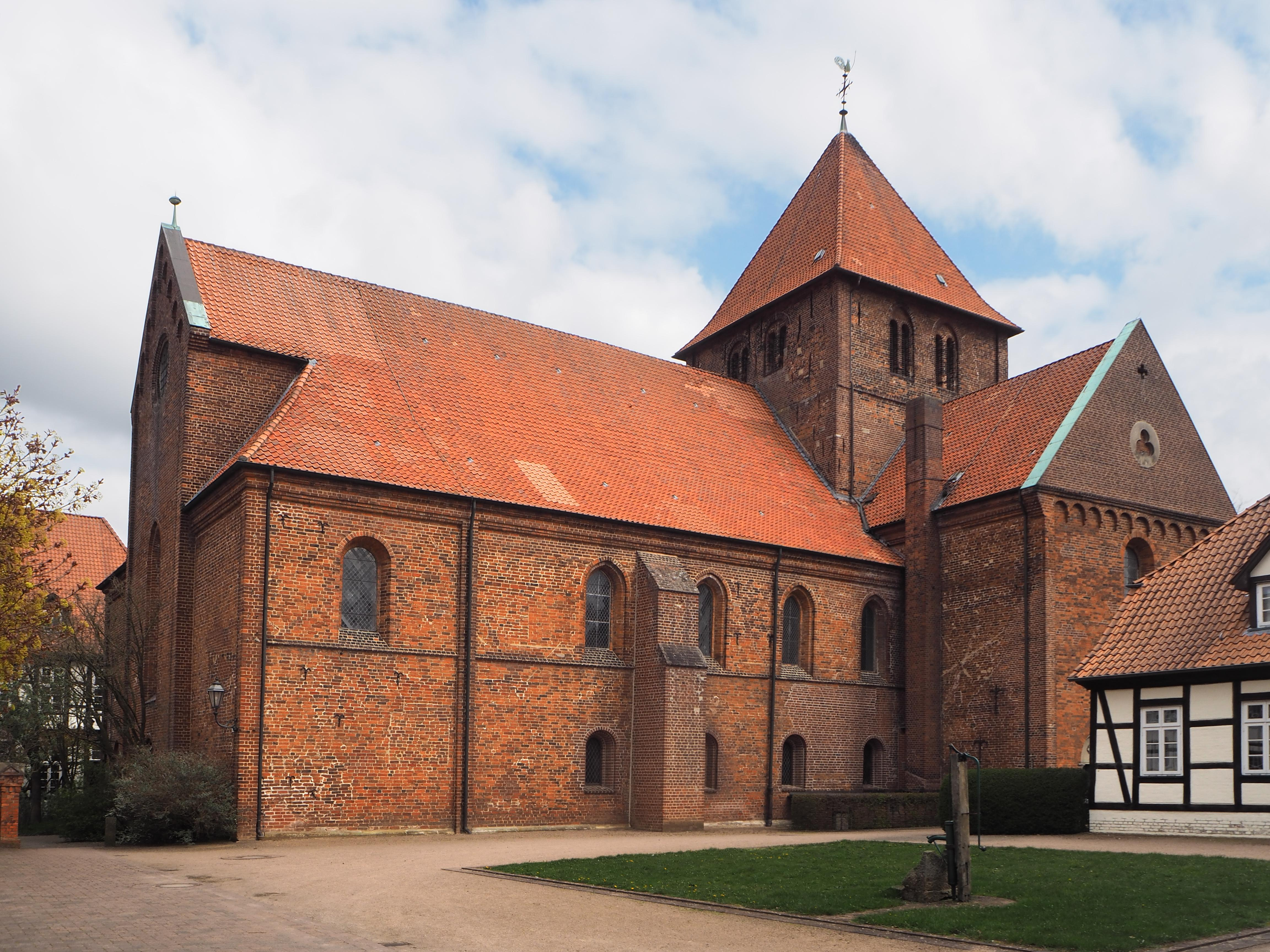
Stiftskirche in Bassum von Südwesten

Die Stiftskirche St. Mauritius und St. Viktor in Bassum ist eine evangelisch-lutherische Kirche in der niedersächsischen Stadt Bassum (Landkreis Diepholz). Sie ist benannt nach St. Mauritius und St. Viktor, die als Heilige verehrt werden. Sie wurde als Stiftskirche des Frauenstiftes Bassum errichtet, befindet sich aber seit 1932 nicht mehr unter dessen Patronat.
Das Gemeindebüro der Kirche ist seit 2018 im benachbarten Fachwerkhaus von 1820.

## Geschichte
Die mittelgroße Backsteinkirche aus dem 13. Jahrhundert besteht aus einem Chorquadrat mit Apsis, einem Querschiff mit quadratischem Vierungsturm und einem dreischiffigen Hallenlanghaus. Sie zeigt insgesamt einen Übergangsstil, mehrere Gebäudeteile weisen sowohl romanische als auch gotische Stilelemente auf.
Es wird vermutet, dass die Kirche bis zu einem Brand im Jahr 1327 Westtürme gehabt habe. Allerdings hat der Vierungsturm ein stilistisch zur ersten Hälfte des 13. Jahrhunderts passendes geräumiges Glockengeschoss. Schon im Mittelalter erhielt die Nebenapsis eine umfangreiche Reparatur. Nach dem Mittelalter wurde die nördliche Langhauswand mit vier breiten Strebepfeilern stabilisiert, die südliche mit einem. Neuzeitlich sind auch die Außenhaut des südlichen Querhausgiebels und große Teile der südlichen Langhauswand. Bei der Restaurierung der Kirche durch Conrad Wilhelm Hase in den Jahren 1866–69 wurde das nördliche Querhausportal mit einem neuen Tympanon ausgestattet, das südliche völlig ersetzt. Im Frühjahr 2014 wurde der Fußboden des Chorquadrates restauriert.

## Baubeschreibung
Die im ersten Viertel des 13. Jahrhunderts errichteten Ostteile haben bis in Traufenhöhe eine gänzlich romanische Wandgestaltung mit Rundbogenfenstern und der Lisenengliederung Hauptapsis. Sie hat ein Rundbogenfries, ebenso wie die mit Ecklisenen geschmückten Querhausfronten. In den Winkeln zwischen Chor und Querhaus befindet sich auf der Südseite ein Treppenturm, auf der Nordseite die Sakristei und im Winkel zwischen dieser und dem Querhaus die nur einseitig vorhandene Nebenapsis. Ursprünglich waren an den Kreuzarmen Seitenapsiden vorhanden. Die sind mit Ecklisenen und Rundbogenfries gegliedert. Das nördliche Querhausportal wurde 1866–69 instand gesetzt, das südliche vollständig erneuert.

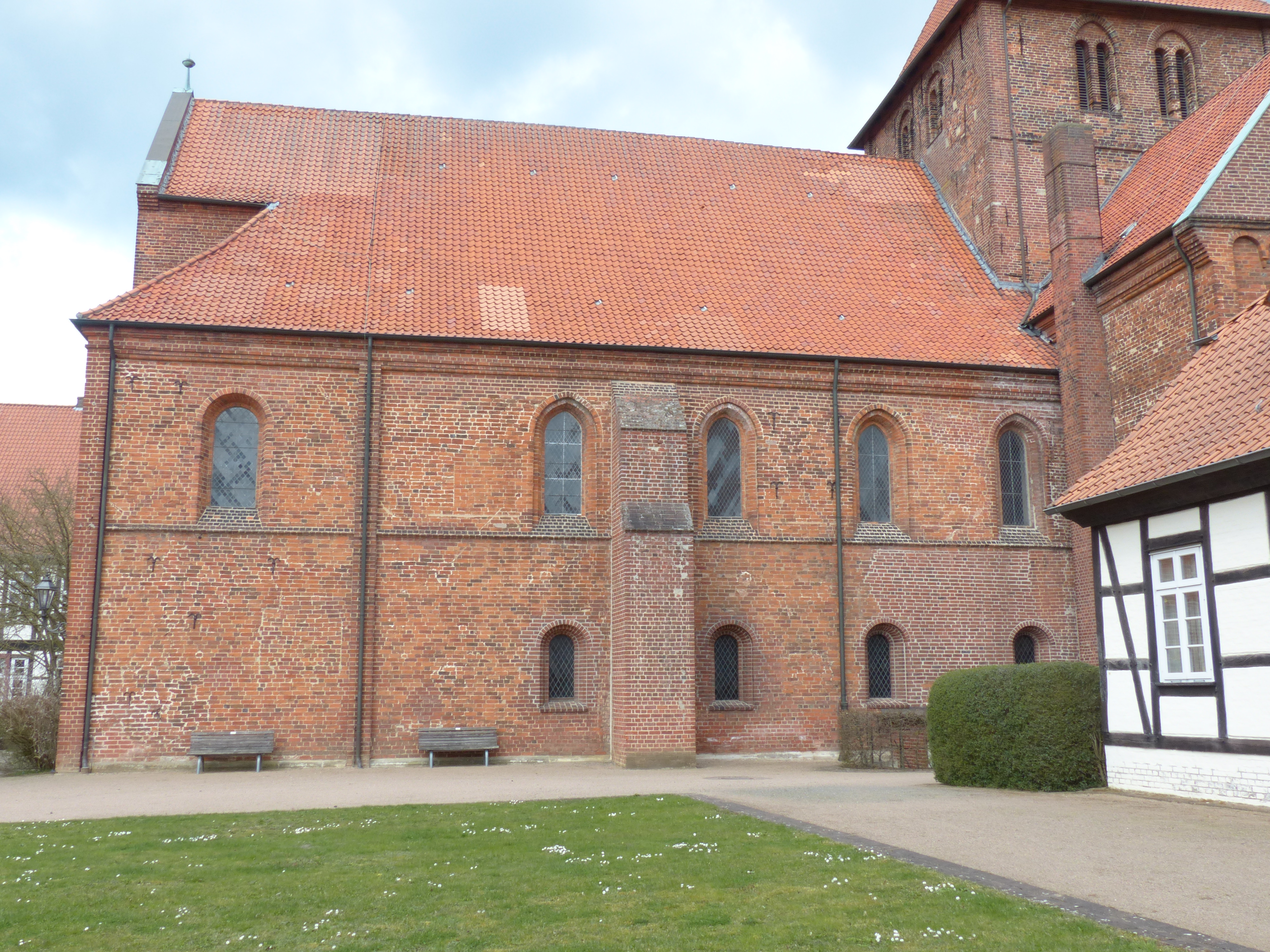
Südliches Seitenschiff, zweigeschossige Fassade, unten rundbogig, oben überwiegend spitzbogig; orangeroter und dunkler Backstein mittelalterlich, grauroter und roter neuzeitliche Reparaturen
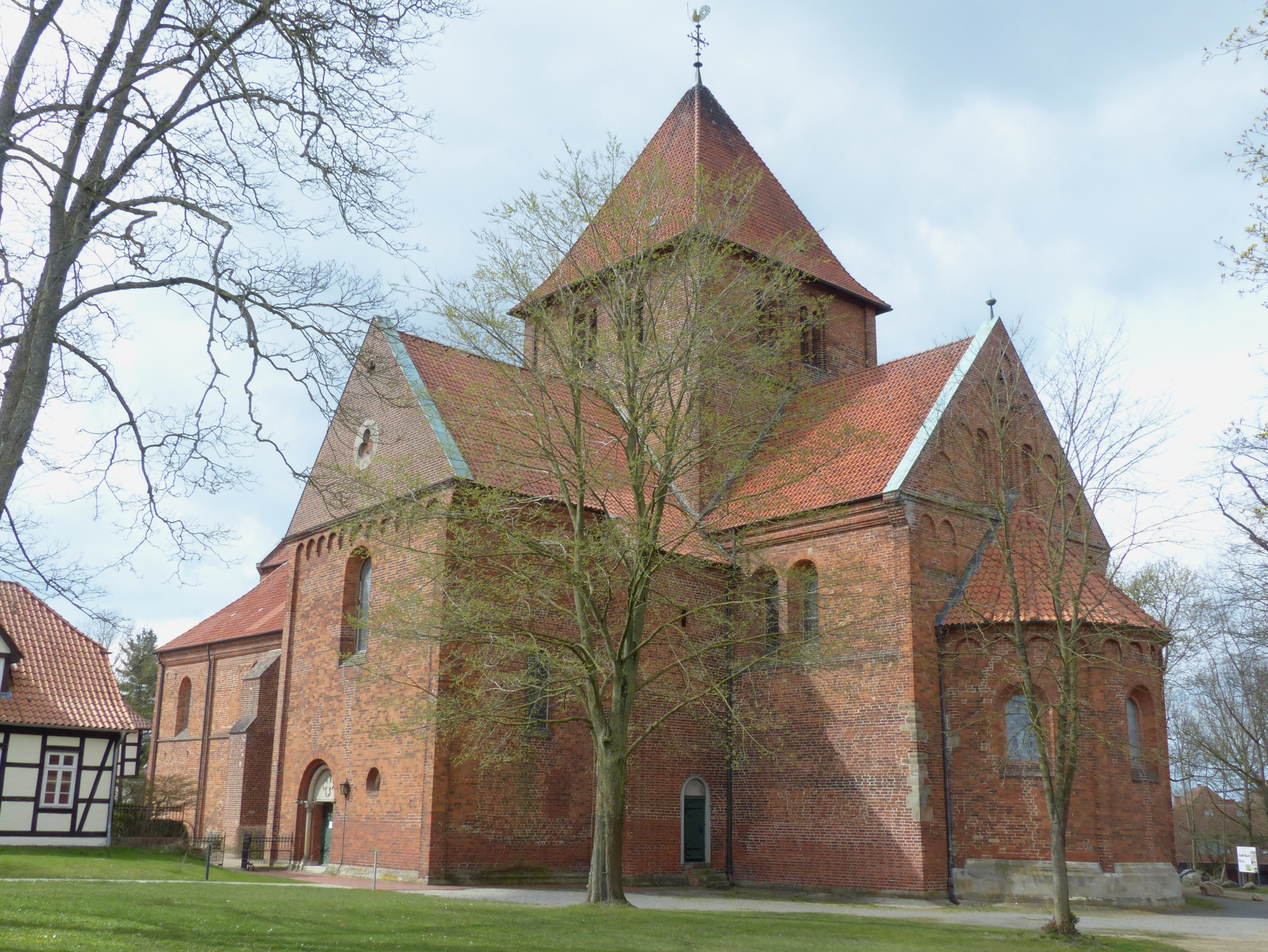
Kirche von Südosten
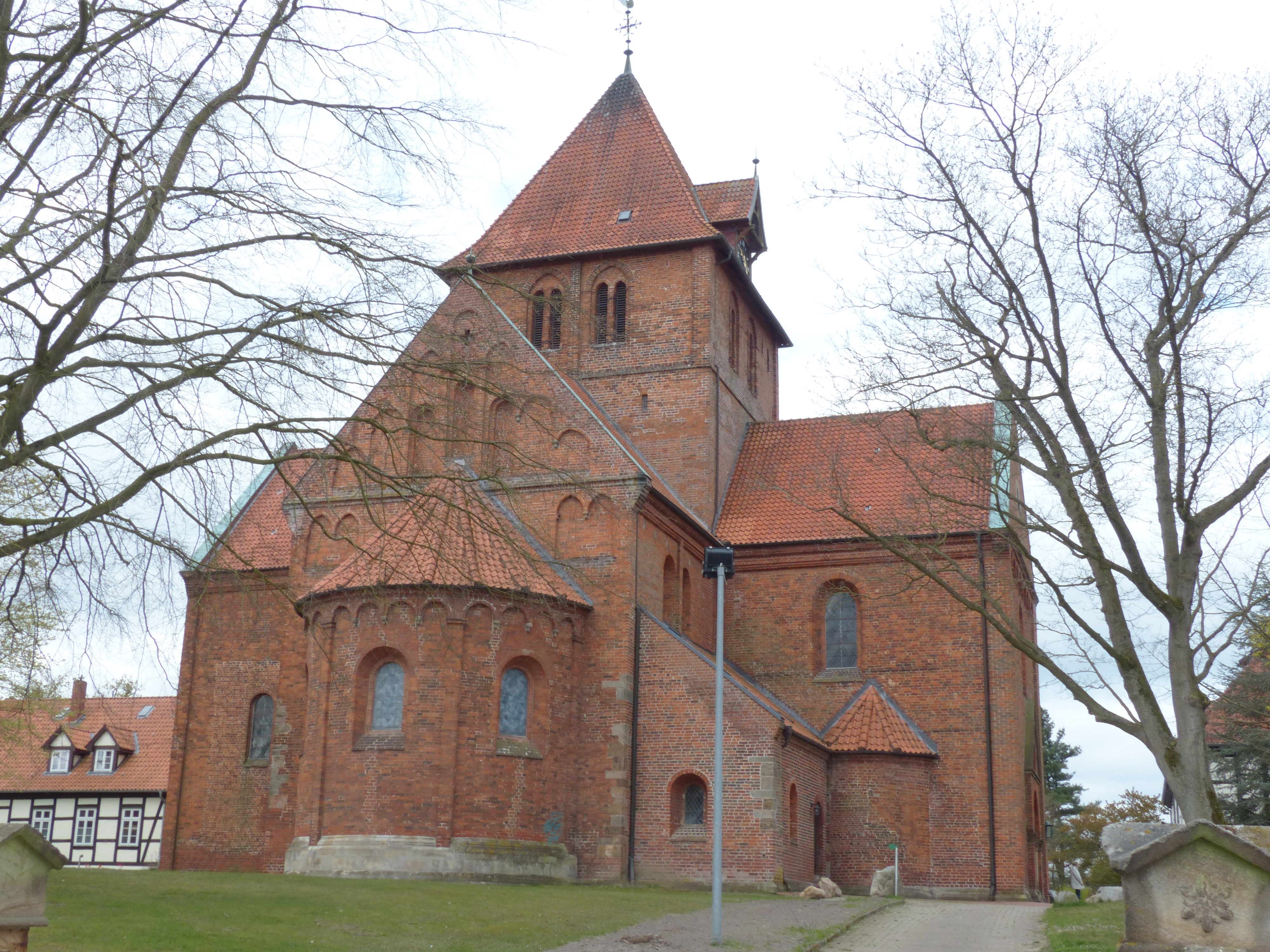
Kirche von Osten
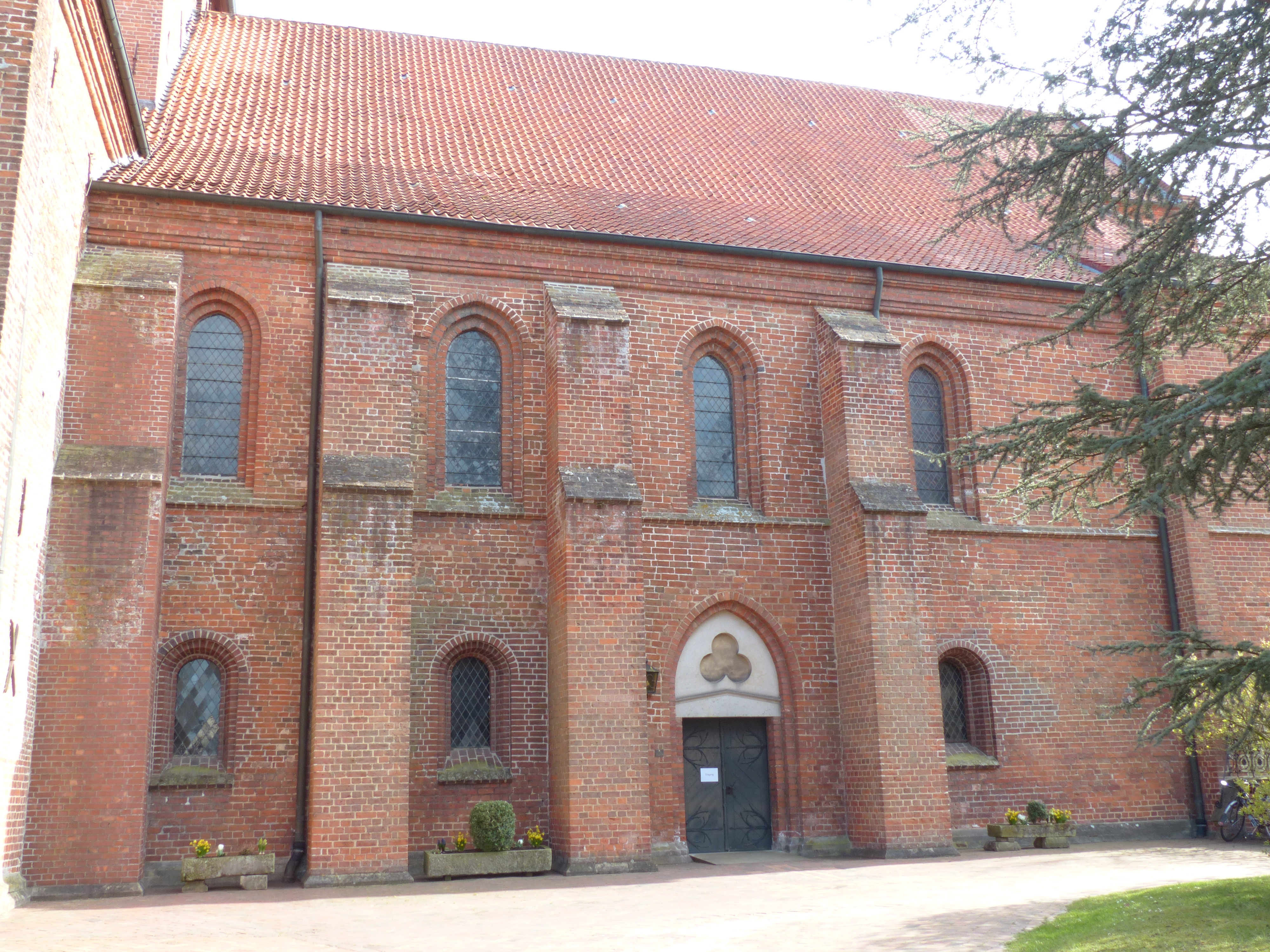
Nördliches Seitenschiff, Fassade zweigeschossig und Fensterformen wie Südseite, gotisches Portal mit ersetztem charriertem Tympanon

Ursprünglich war ein basilikales Langhaus geplant, wie im Innenraum noch zu erkennen ist. Das nördliche Seitenschiff ist breiter und hat eine dickere Außenwand als das südliche. Beide Längswände sind in ursprünglich gleicher Weise zweigeschossig gegliedert, in der Romanik und Frühgotik eine häufige Gestaltung, u. a. bei der Zisterzienserkirche Haina und der Marburger Elisabethkirche. Die Fenster des unteren Geschosses sind rundbogig, die des oberen spitzbogig. Sitzbogig ist auch, als einziges dieser Kirche, das für den Gottesdienstbesuch der Laien geschaffene Portal in der nördlichen Langhauswand.
Der Westbau hat auch im oberen Geschoss Rundbogenfenster. Das Mauerwerk der zweigeschossigen Turmunterbauten endet in der Höhe der Seitenschiffstraufen. Die Traufensimse sämtlicher geraden Wände außer am Turm sind mehrteilig und beginnen mit einem liegenden Rundstabprofil aus Formsteinen. An vielen Stellen sind sie vom mittelalterlichen Mauerwerk durch mehrere Lagen Blockverband getrennt. Das Material ist teilweise graurot wie innen die erneuerten Zwischenpfeiler der Arkaden, teilweise tief orangerot. Außer am Treppenturm haben diese Simse weiter oben eine 90°-Kehle, ebenfalls liegend und aus Formsteinen. Nur der nördliche Turmunterbau ist dickwandig und steht gegenüber der Langhauswand vor, was auf das Vorhaben eines hoch ragenden Turms deutet. Der Westgiebel des Mittelschiffs hat Ecklisenen, ein der Dachkante folgendes gestuftes Rundbogenfries, aber ein hohes frühgotisches Spitzbogenfenster. Das oberhalb gelegene Rundfenster erhellt nicht den Kirchenraum, sondern den Dachboden.

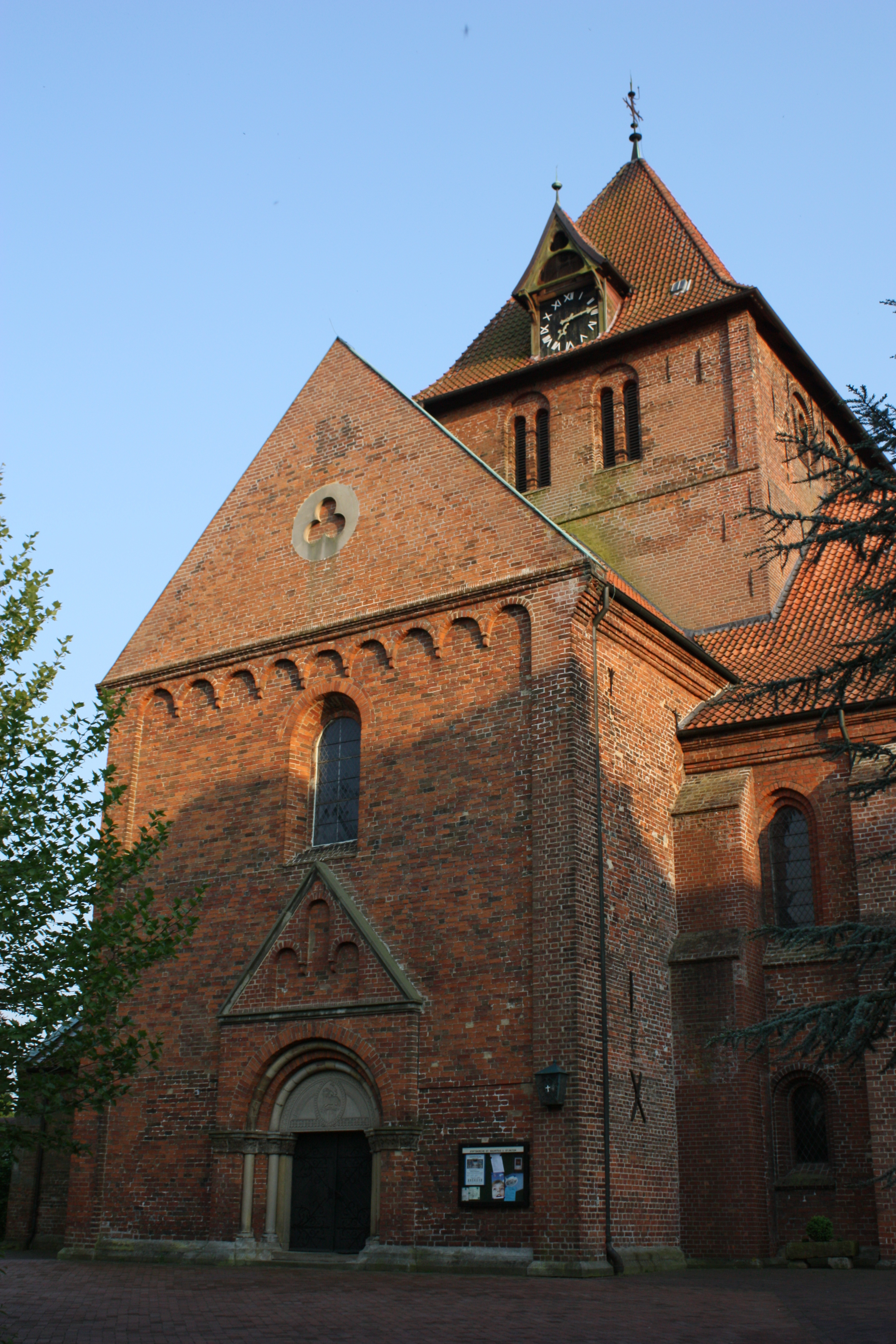
Nördlicher Querhausgiebel
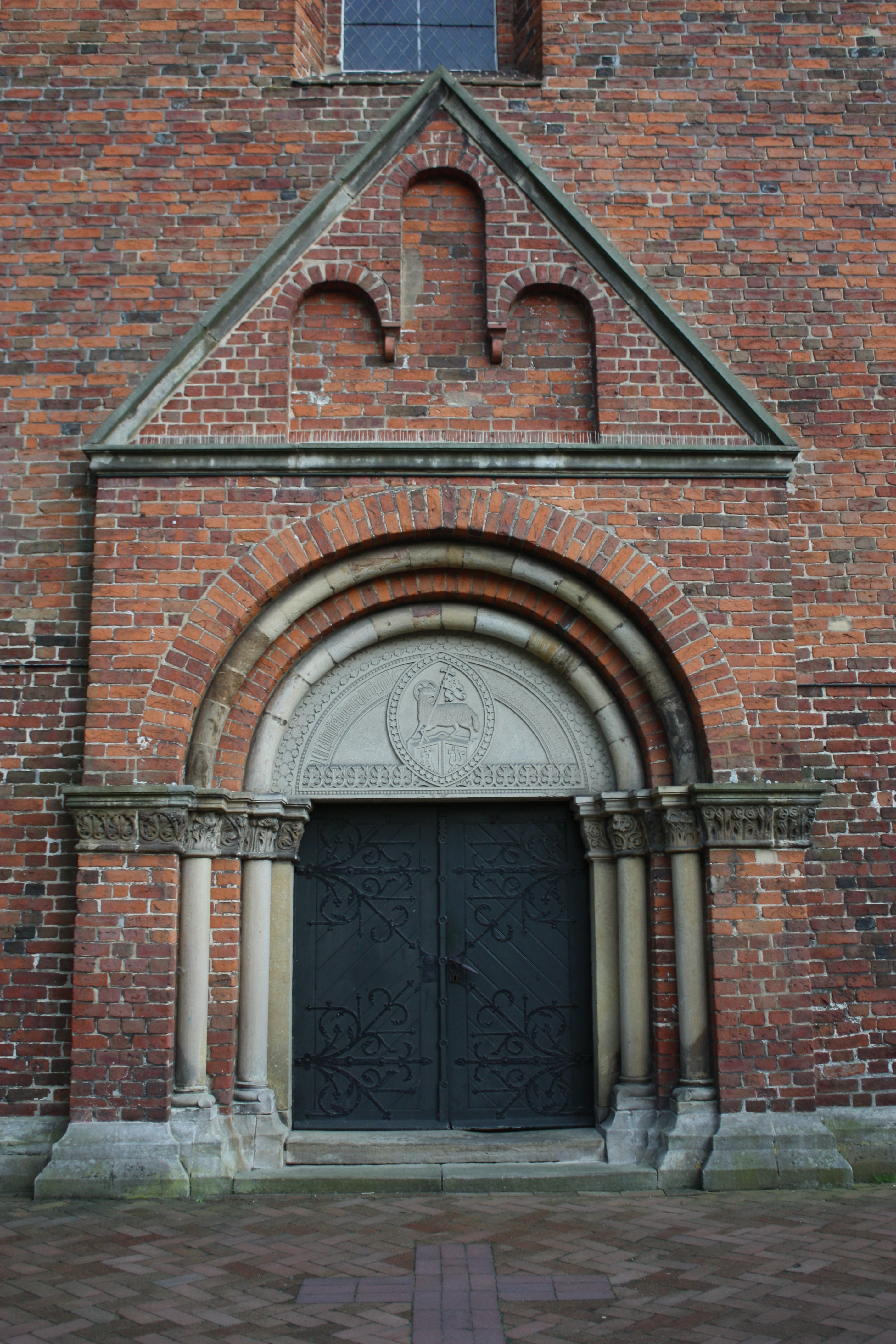
Nordportal, Tympanon im 19. Jahrhundert erneuert
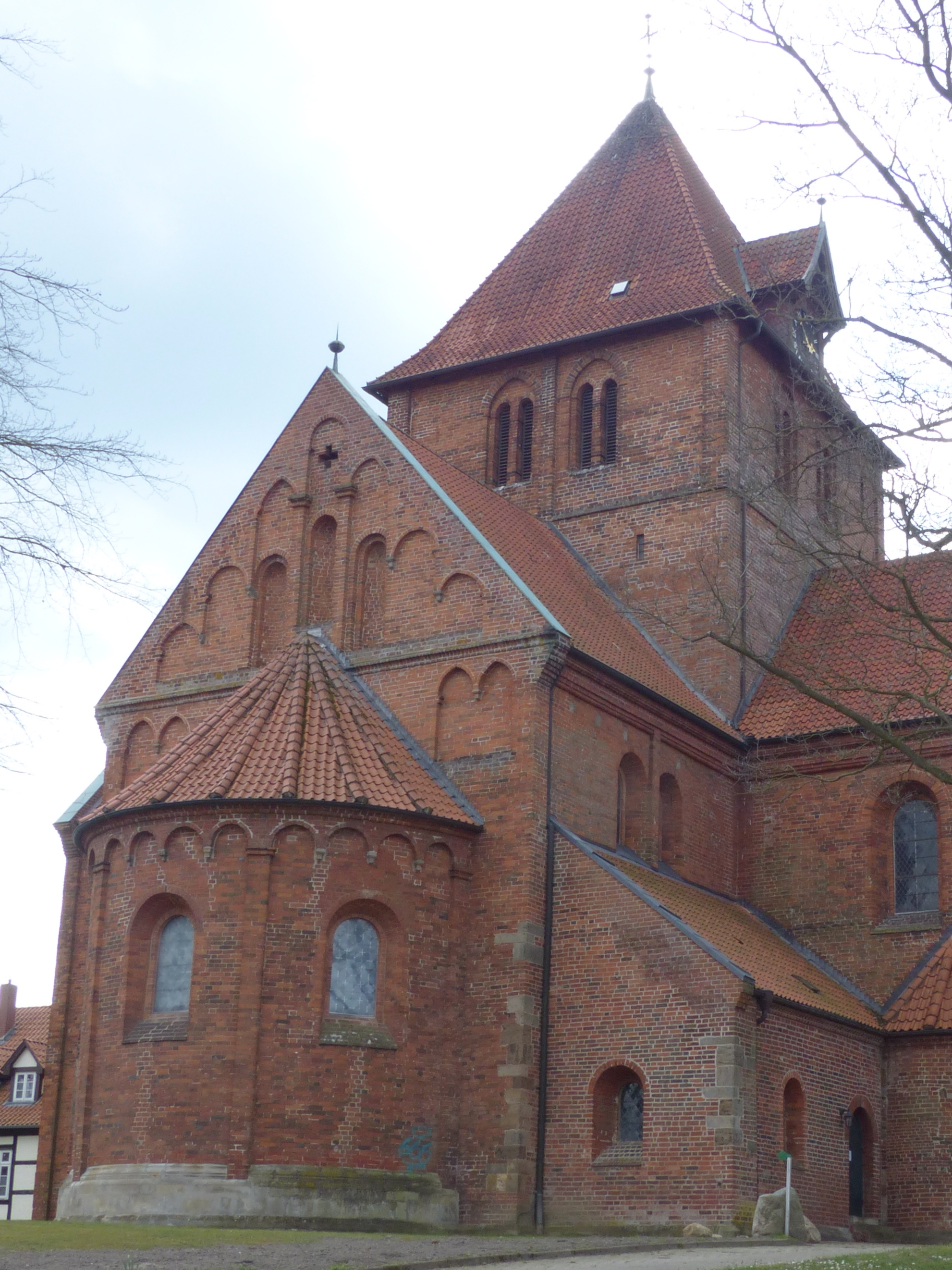
Apsis, Chor u. Querhaus unten romanisch, oben (Chorgiebel und Vierungsturm) überw. gotisch
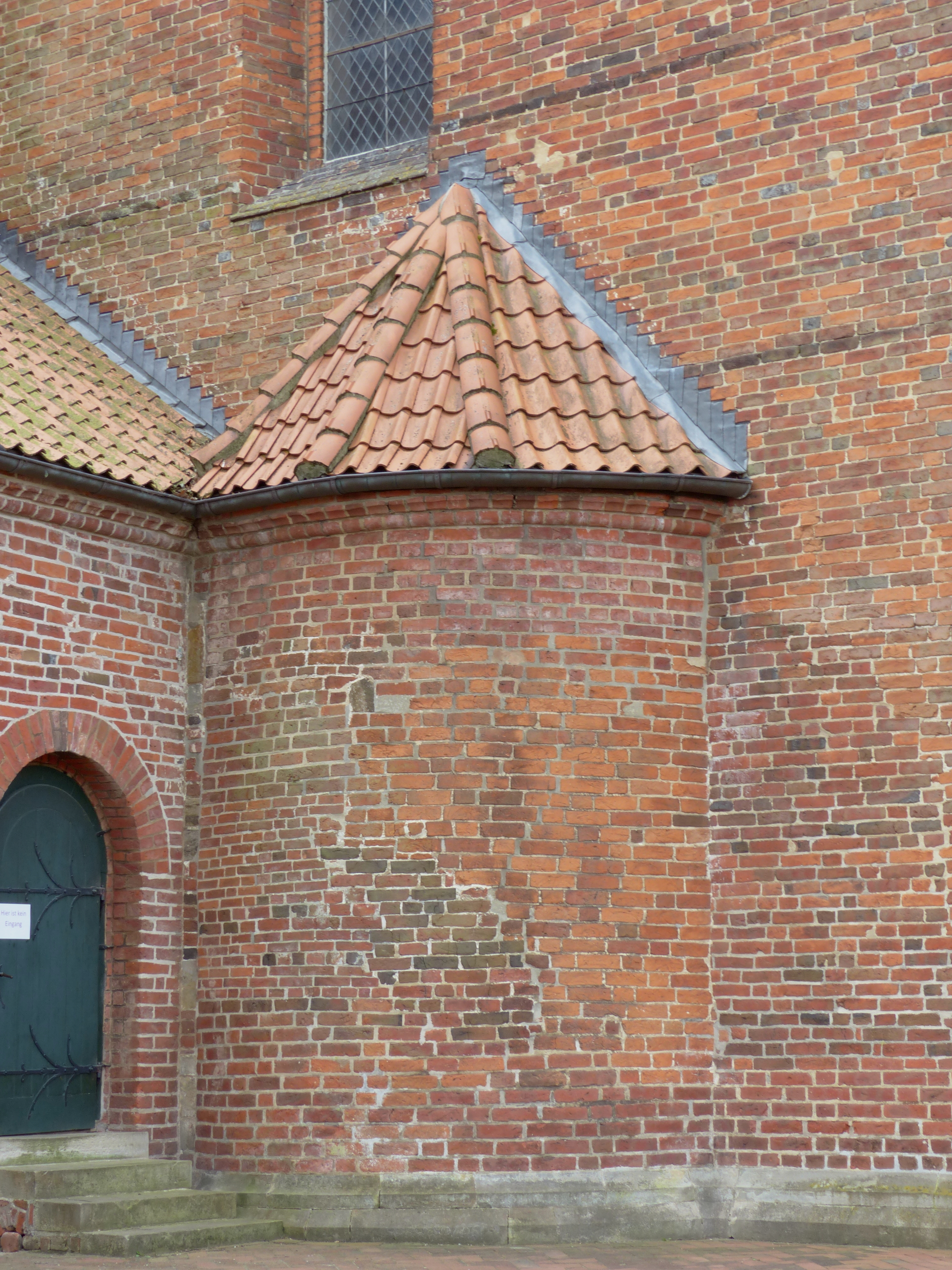
Nebenapsis, evtl. schon im Mittelalter geflickt
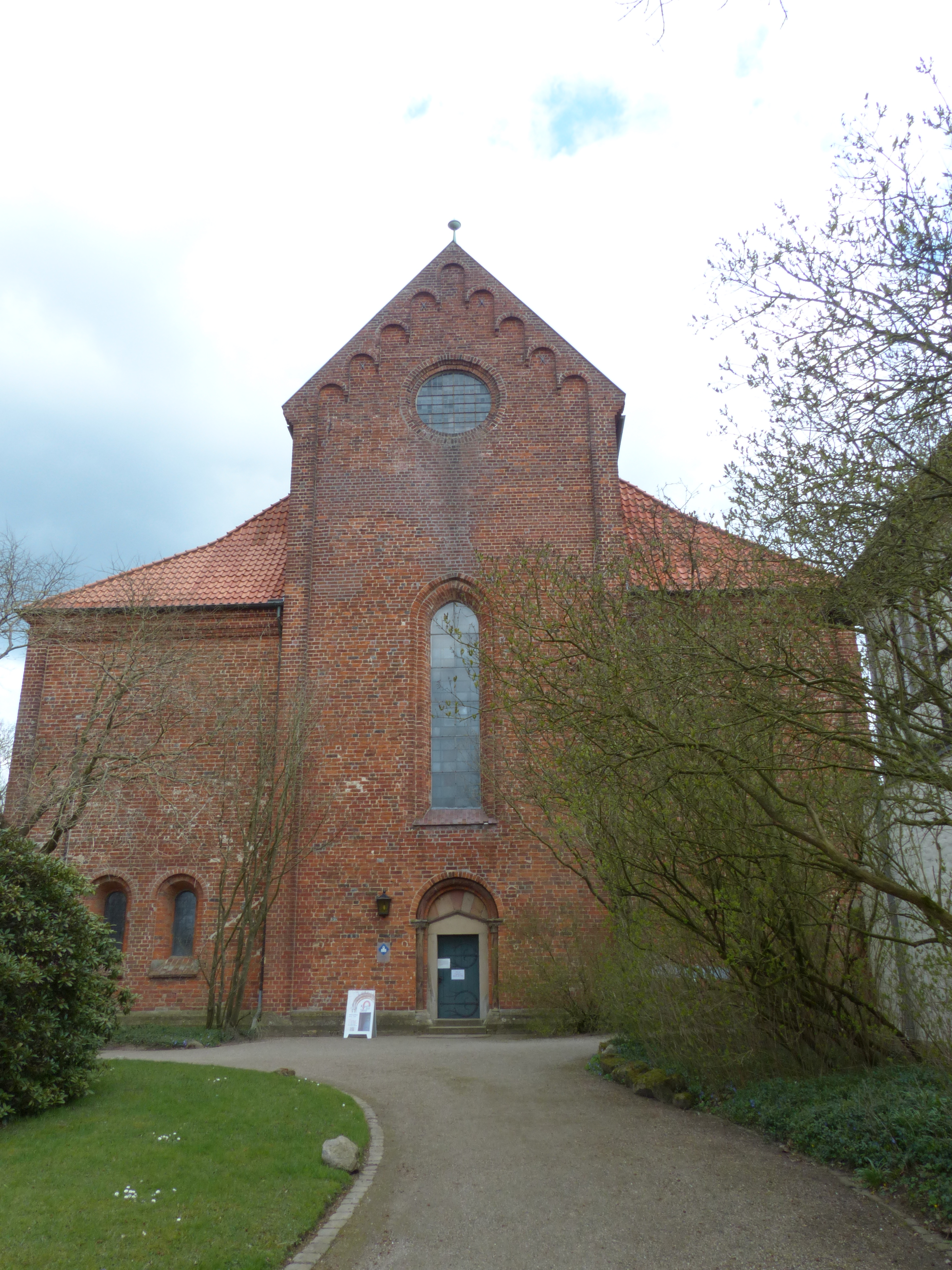
Westfassade
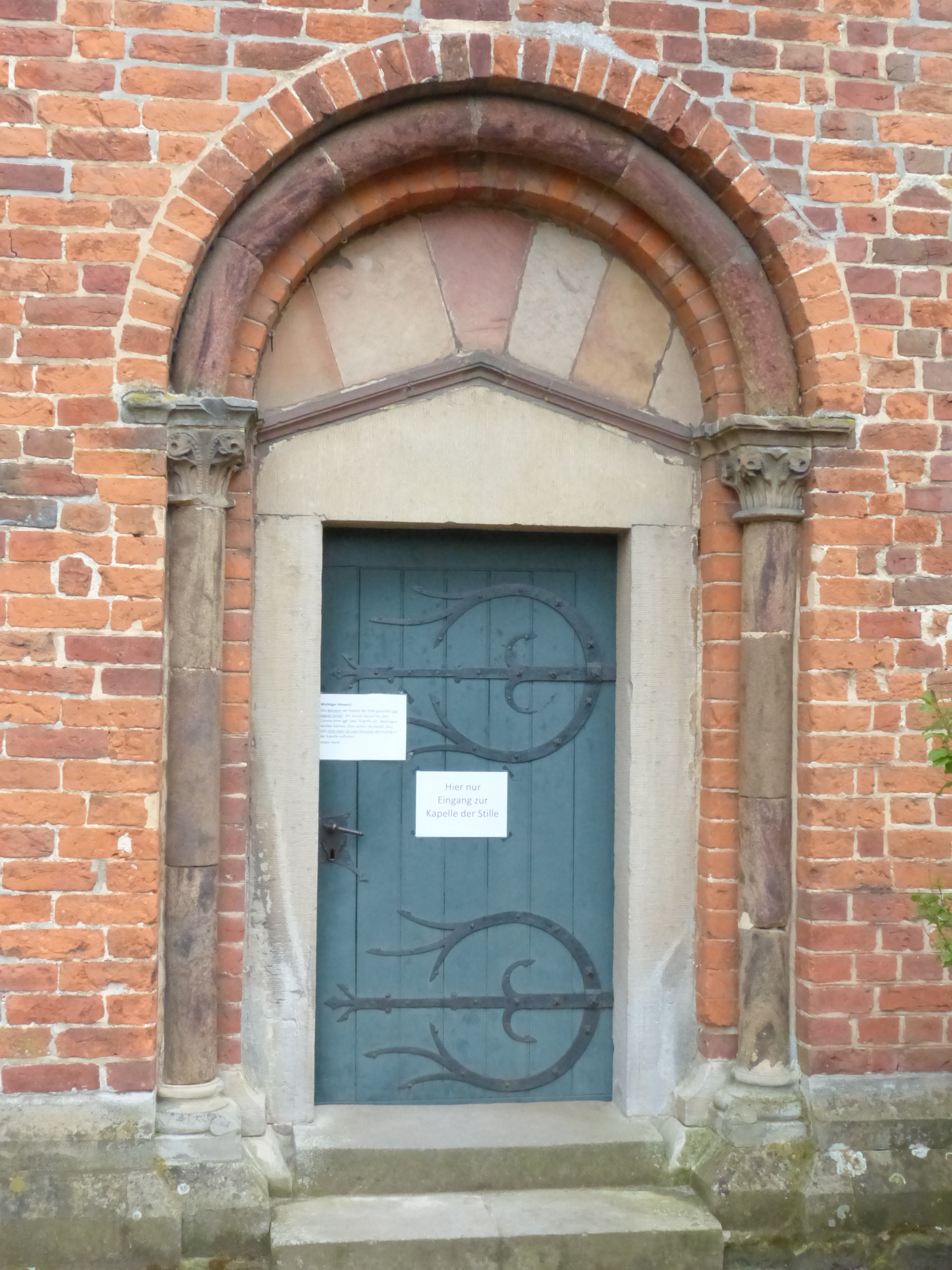
Westportal, mittelalterliche Farbfassung vom Tympanon und Rundstabbogen, ersetzter Türrahmen

### Portale
Die Portale können in ihren äußeren Konturen allesamt noch original aus dem 13. Jahrhundert sein, sind aber zumindest im Material in unterschiedlichem Maße erneuert.
Am geringsten verändert ist das Westportal; das Tympanon oberhalb des Attikasimses und der Rundstab am Überfangbogen zeigen Reste der mittelalterlichen Farbfassung. Der charrierte steinerne Türrahmen stammt im Material aus dem 19. Jahrhundert, kann aber der Ersatz für einen Vorgänger in weitgehend gleichen Formen sein. Das Tympanon des nördlichen Querhausportals stammt in Stil von relief und Schrift aus dem 19. Jahrhundert. Seine Unterseite und die Kapitelle der inneren Säulen sind mit modernen Charriereisen bearbeitet. Die äußeren Säulen sind aber mittelalterlich. Das Backsteingewände des nördlichen Schiffsportals ist im Material völlig erneuert. Tympanon und Türsturz weisen die gleiche neuzeitliche Charrierung auf wie am nördlichen Querhausportal und am Rahmen des Westportals zu finden, können aber Ersatz für grundsätzlich gleich gestaltete Vorgänger sein. Am südlichen Querhauspoartl sind alle Teile ersetzt, der Naturstein ganz in Gestaltung des 19. Jahrhunderts.

### Inneres
Im Innern belegen niedrige rundbogige Durchgänge und darüberliegende vermauerte Rundbogenfenster in der Westwand der Kreuzarme die ursprüngliche Planung eines basilikalen Langhauses. Dies ist aber der einzige Hinweis einer eindeutigen Bauabfolge. In allen Teilen ist die Rezeption westfälischer Vorbilder (die ihrerseits an der angevinischen Gotik Westfrankreichs orientiert sind) und ihre Umsetzung in die Formen der Backsteinarchitektur sichtbar. Der Raum wird durch die wuchtigen Formen der Kreuzpfeiler bestimmt, die jedoch erst teilweise so elegant gestaltet sind wie etwa in der Bremer Liebfrauenkirche. In der Vierung werden Triumphbogen und Scheidbögen von Runddiensten gestützt, Scheid- und Gurtbögen des Langhauses jedoch nicht. Runddienste stützen die Rippen in Chorjoch, Vierung, westlichem Langhausjoch und Turmjoch, Konsolen die des östlichen Langhausjochs.
Der Fußboden im Chorquadrat wurde in aufwändiger und heute nur noch selten erhaltener Inkrustationstechnik aus Hochbrandgips geschaffen.

Bandrippengewölbe der Vierung ohne Schlussstein; Südquerhaus mit Nebenapsis
Chorjoch, Bandrippengewölbe mit Schlussstein
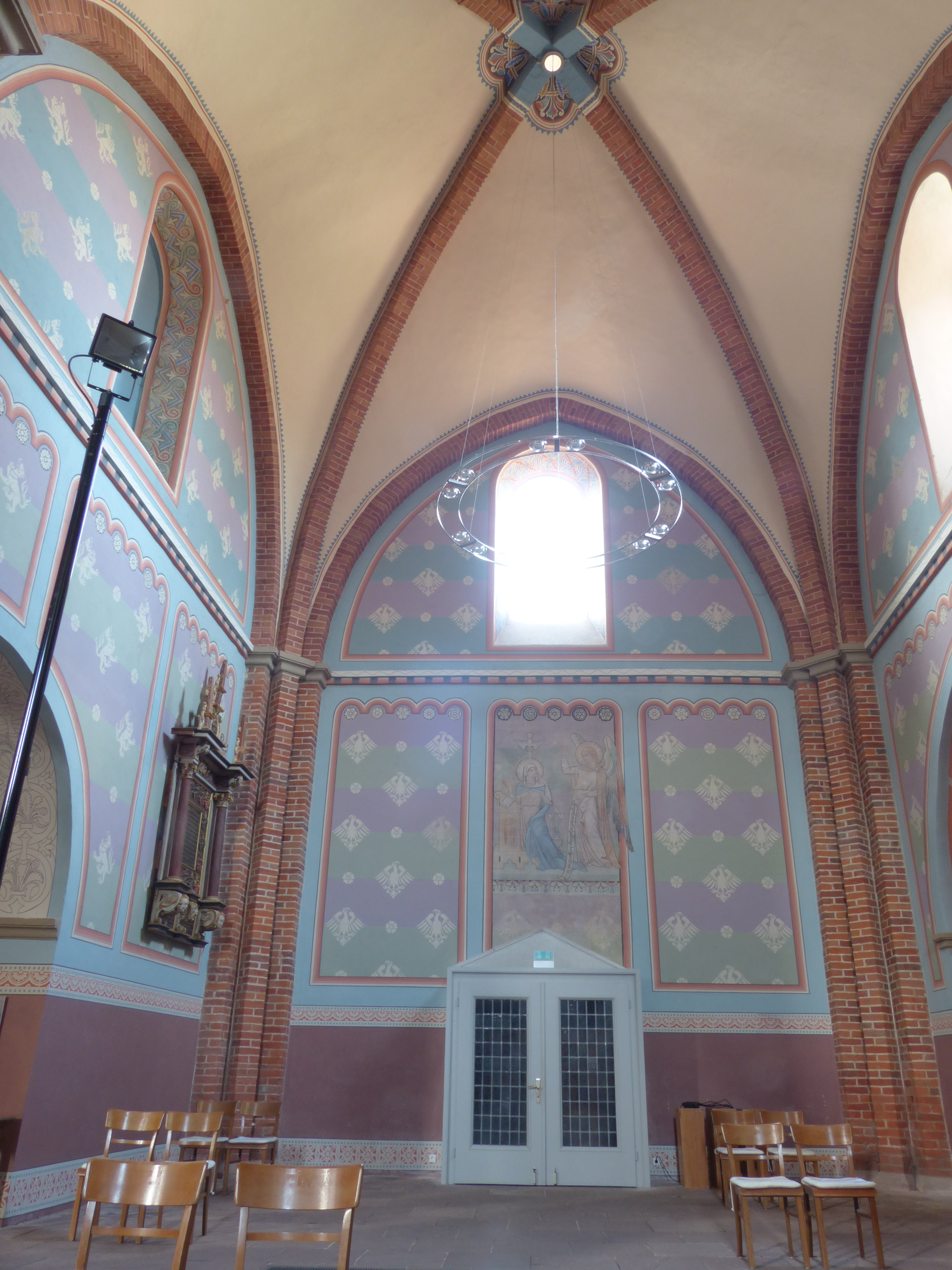
Nordquerhaus, Bandrippen mit Schlussstein, niedriger Bogen und vermauertes Fenster zum Seitenschiff
Südquerhaus, Bandrippen mit Schlussstein, keine Nebenapsis
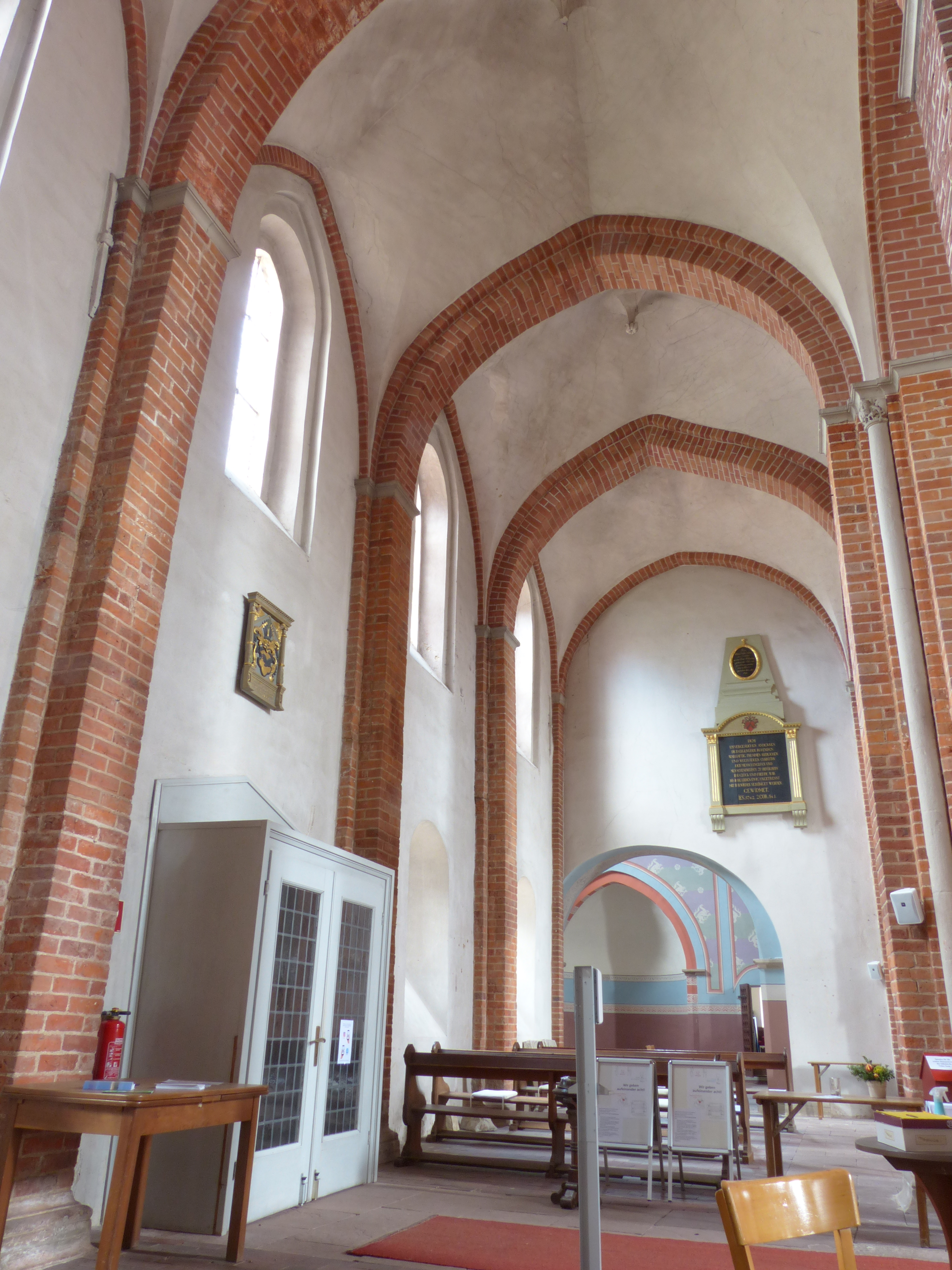
Nordseitenschiff, niedriger Bogen zum Querhaus noch für Basilika vorgesehen

Gewölbe über der Empore

Besonders mächtig sind die Vierungspfeiler ausgebildet, die den entsprechenden Pfeilern in der gleichzeitig oder etwas früher errichteten Kirche des Klosters Marienfeld ähneln. Ähnliche Formen sind auch in der Liebfrauenkirche in Bremen (gleichzeitig oder etwas jünger) und in der Kirche in Berne zu finden. Das aus zwei quadratischen Jochen bestehende Langhaus ist als Hallenkirche ausgebildet, jedoch mit dem für Basiliken entwickelten gebundenen System. Vergleichbare Formen der Hallenkirche sind unter anderem in den Kirchen in Billerbeck (1234 geweiht) und Metelen (bis 2. Viertel des 13. Jh.) zu finden, beide jedoch ohne Querhaus.
Die steil ansteigenden Domikalgewölbe über den Pfeilern werden in den Ostteilen und im Mittelschiff des Langhauses von Bandrippen verstärkt. Darin unterscheidet sich die Stiftskirche in Bassum von den genannten Vergleichsbauten in Westfalen und an der Unterweser, denn diese haben Rippen mit runden Querschnitten (teils noch Wulst-, teils schon Birnstabrippen) auf runden Vorlagen. Im wohl ab 1224 eingewölbten Bremer Dom gibt es nur ein einziges Joch mit Gurtbögen eckigen Querschnitts und Bandrippen, das zweitwestlichste.
Die Domikalgewölbe der Bassumer Seitenschiffe haben keine Rippen, aber im Nordseitenschiff trotzdem hängende Schlusssteine. Hierin zeigt sich ebenso wie am Verzicht auf Dienste im Langhaus eine Anlehnung an die Zisterziensergotik. Auch die Westfassade ähnelt denjenigen mehrerer Zisterzienserkirchen.

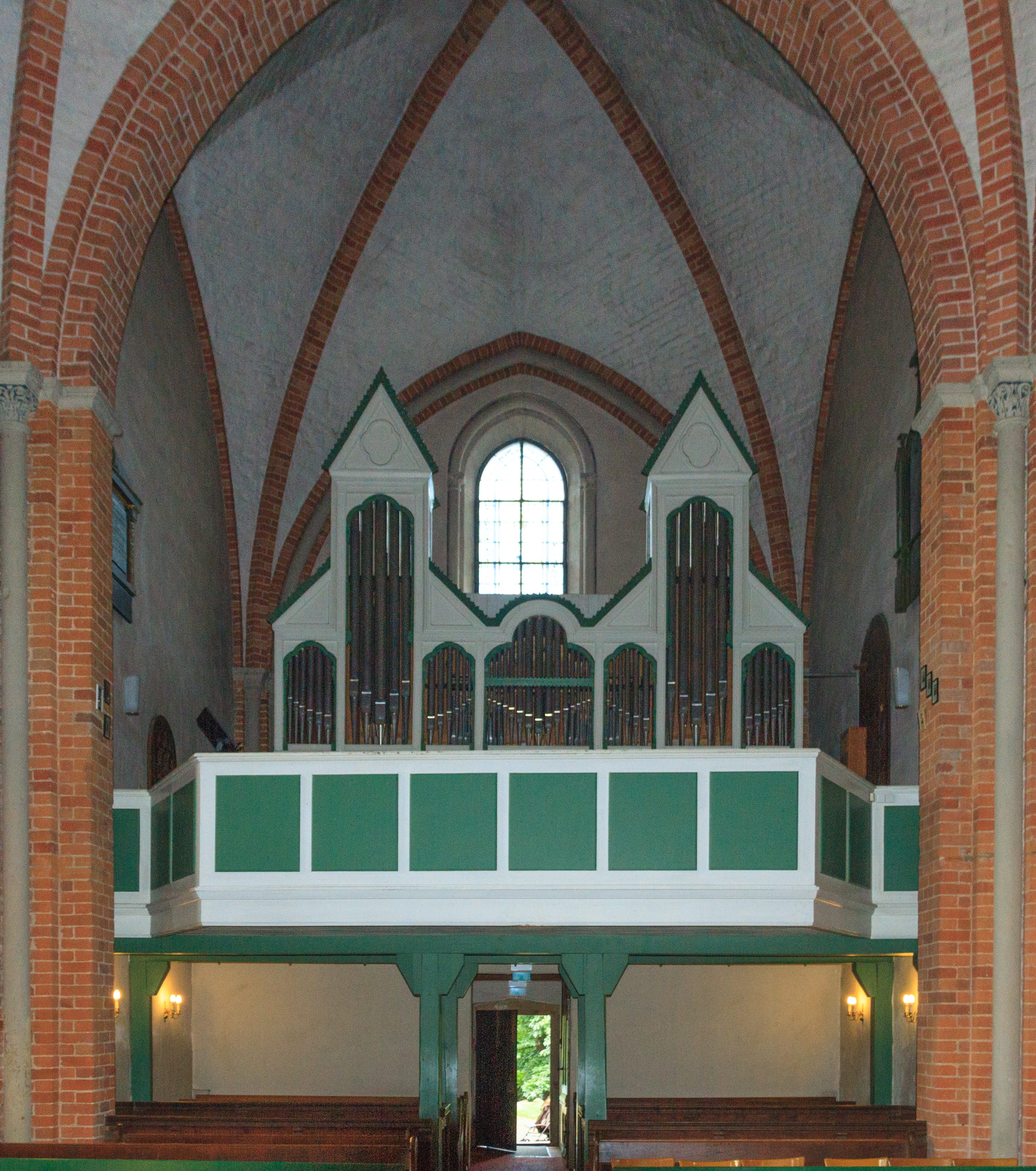
Empore mit Orgelprospekt
Mittelschiff nach Südwesten, Bandrippengewölbe ohne Schlusssteine
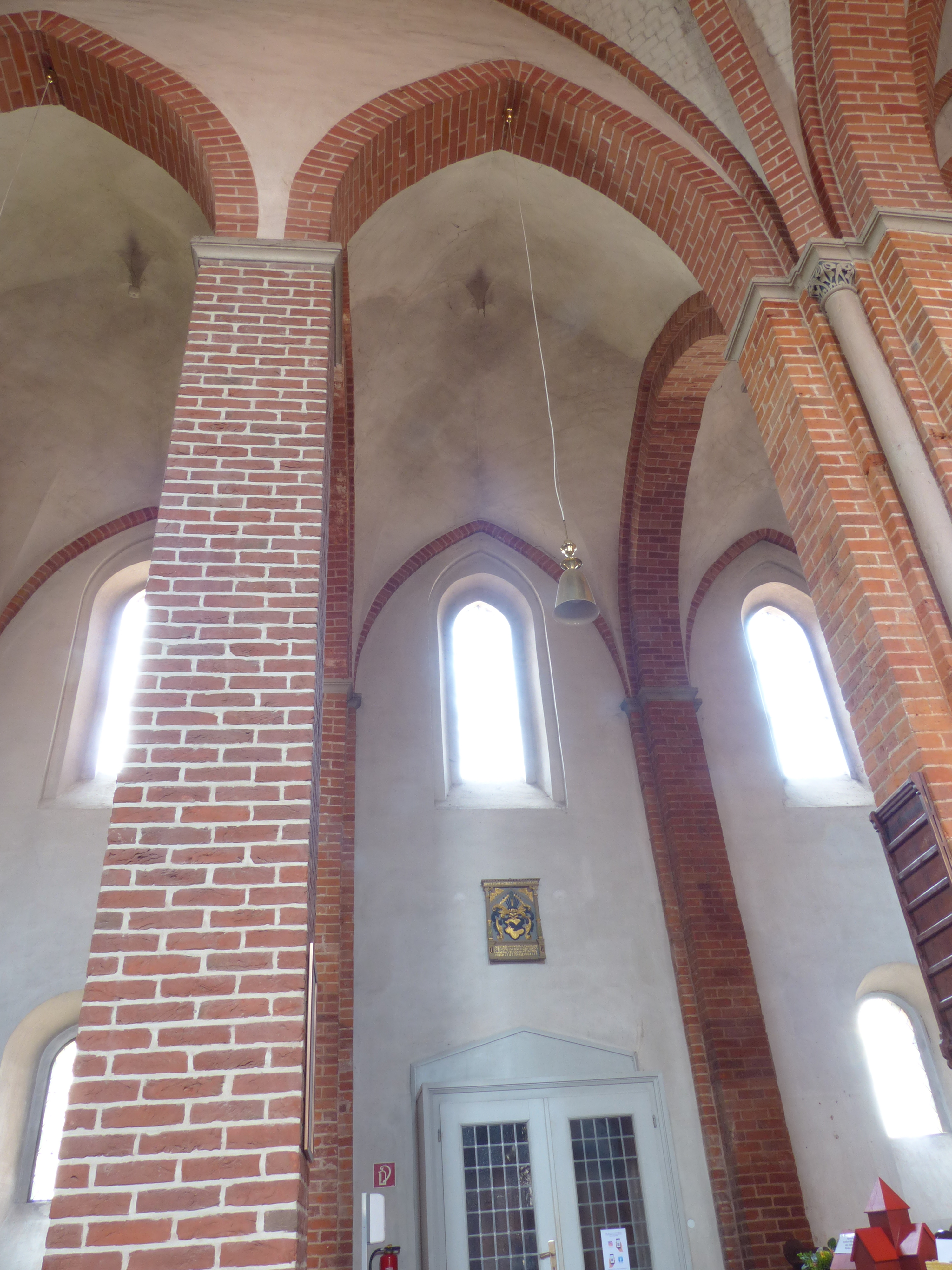
Nordseitenschiff, rippenlose Gewölbe, zapfenförmige Schlusssteine
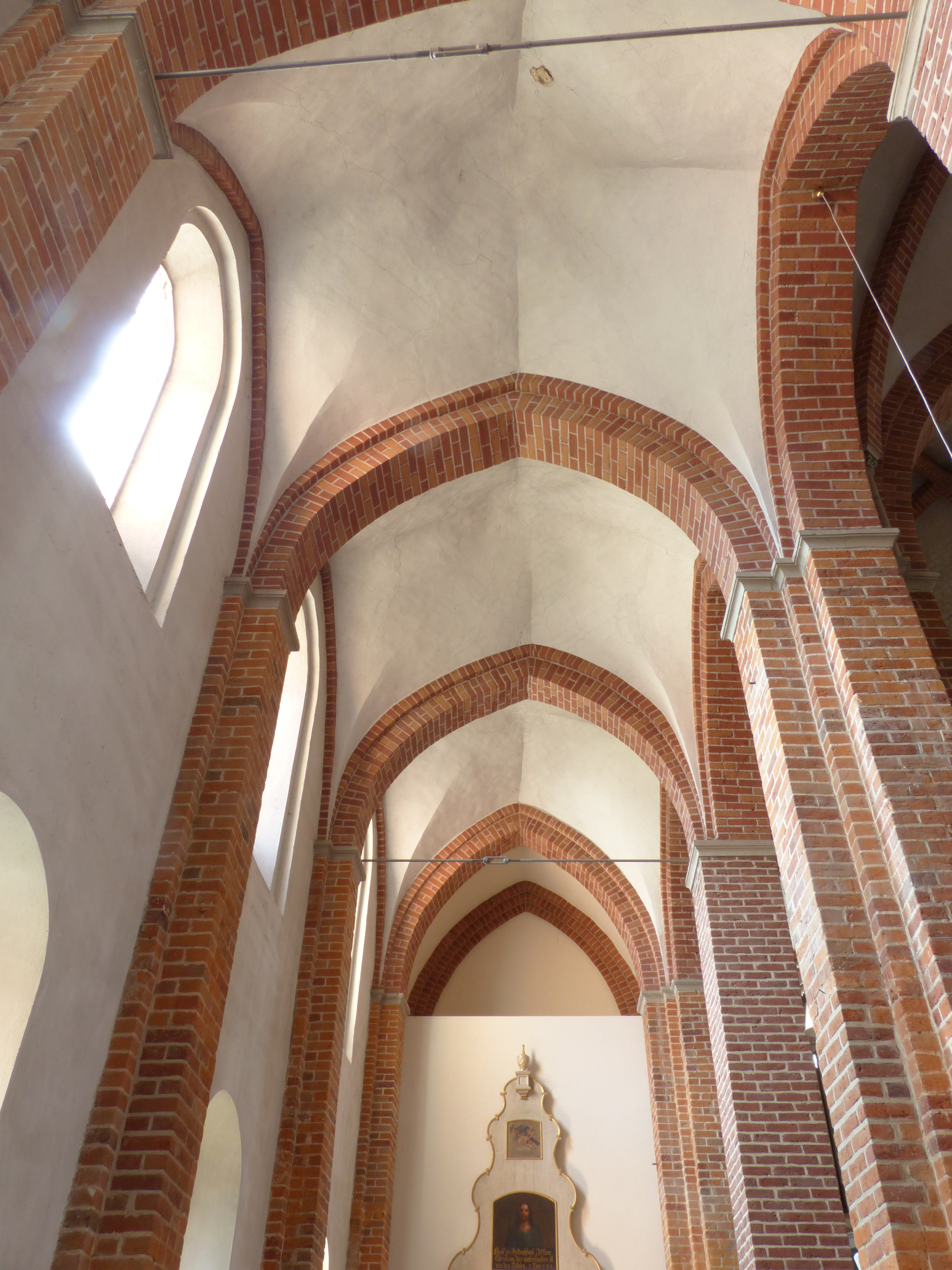
Südseitenschiff, rippenlose Gewölbe ohne Schlusssteine
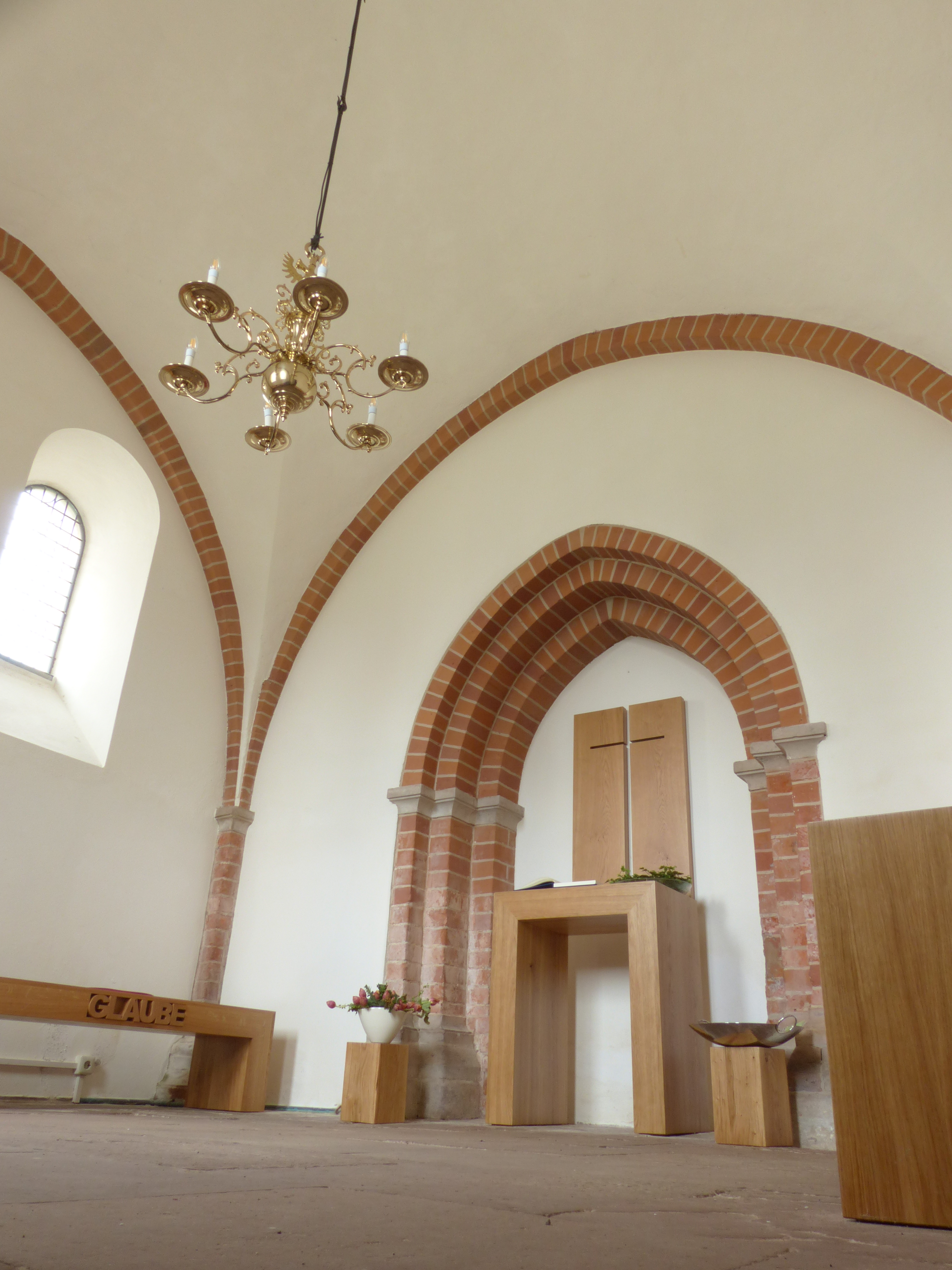
Erdgeschoss des Nordturmunterbaus

### Ausstattung

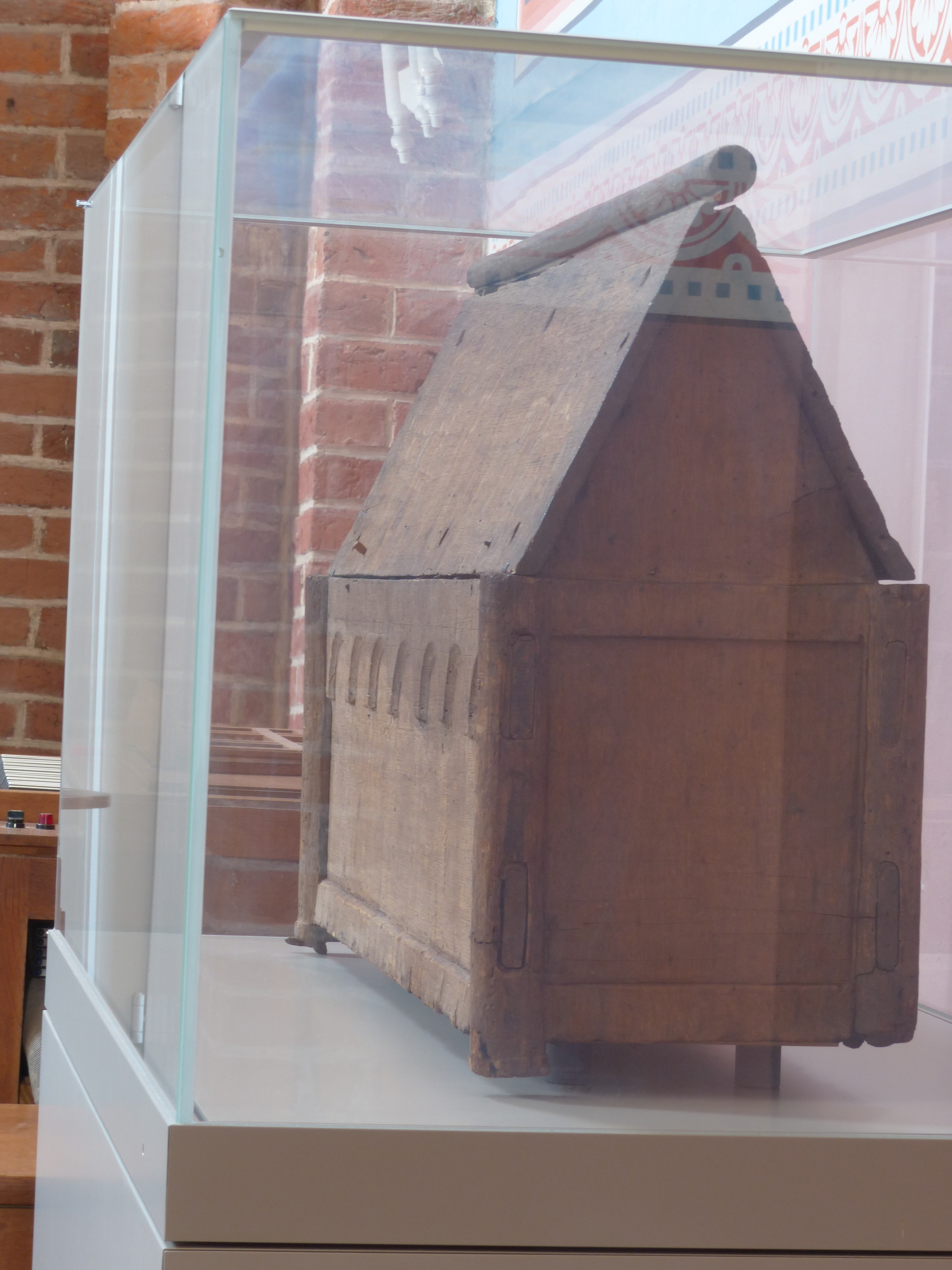
Viktor-Reliquiar im Südquerhaus

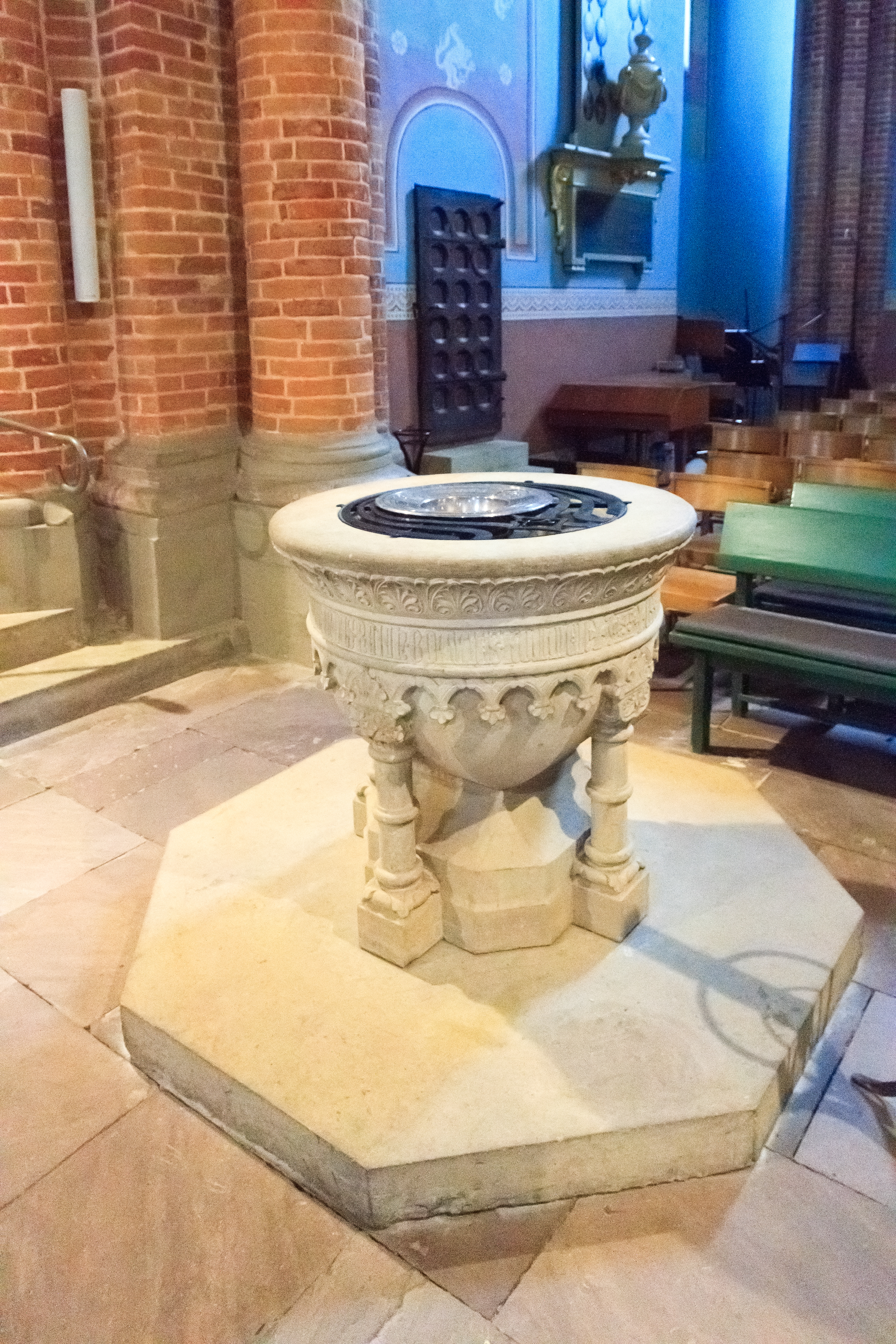
Taufstein, im Hintergrund Estorff-Epitaph

Wegen eines Brands im Jahr 1797 ist nahezu keine mittelalterliche Ausstattung erhalten. Von der Restaurierung unter Conrad Wilhelm Hase stammen das große Mosaik im Chor, der Altar, die Orgel, die Kanzel, der Taufstein, das Lesepult und das Chorgestühl. Ein Holzkern eines Reliquienschreins aus dem 13. Jahrhundert in Hausform ist mit einem Rundbogenfries verziert.
Das Grabmal der Gräfin Anna von Hoya († 1585) zeigt die Verstorbene als vollplastische Ganzfigur auf einem mit 16 Wappen geschmücktem Sarkophag liegend. Zwei Epitaphe mit Säulenrahmung und Beschlagwerkornament stammen aus der ersten Hälfte des 17. Jahrhunderts. Zwei Wappentafeln aus Sandstein sind auf 1542 und 1687 datiert. Ein wohlgestaltetes frühklassizistisches Epitaph für die Äbtissin Eleonora von Estorff († 1769) zeigt einen schlanken hölzernen Aufbau mit gemalten Wappenschilden und einer großen klassizistischen Urne.
Im Turm der Stiftskirche hängen drei Bronzeglocken der Glockengießerei Otto aus Hemelingen/Bremen mit der Schlagtonreihe: dis′ – fis′ – gis′.